# Fort George G. Meade

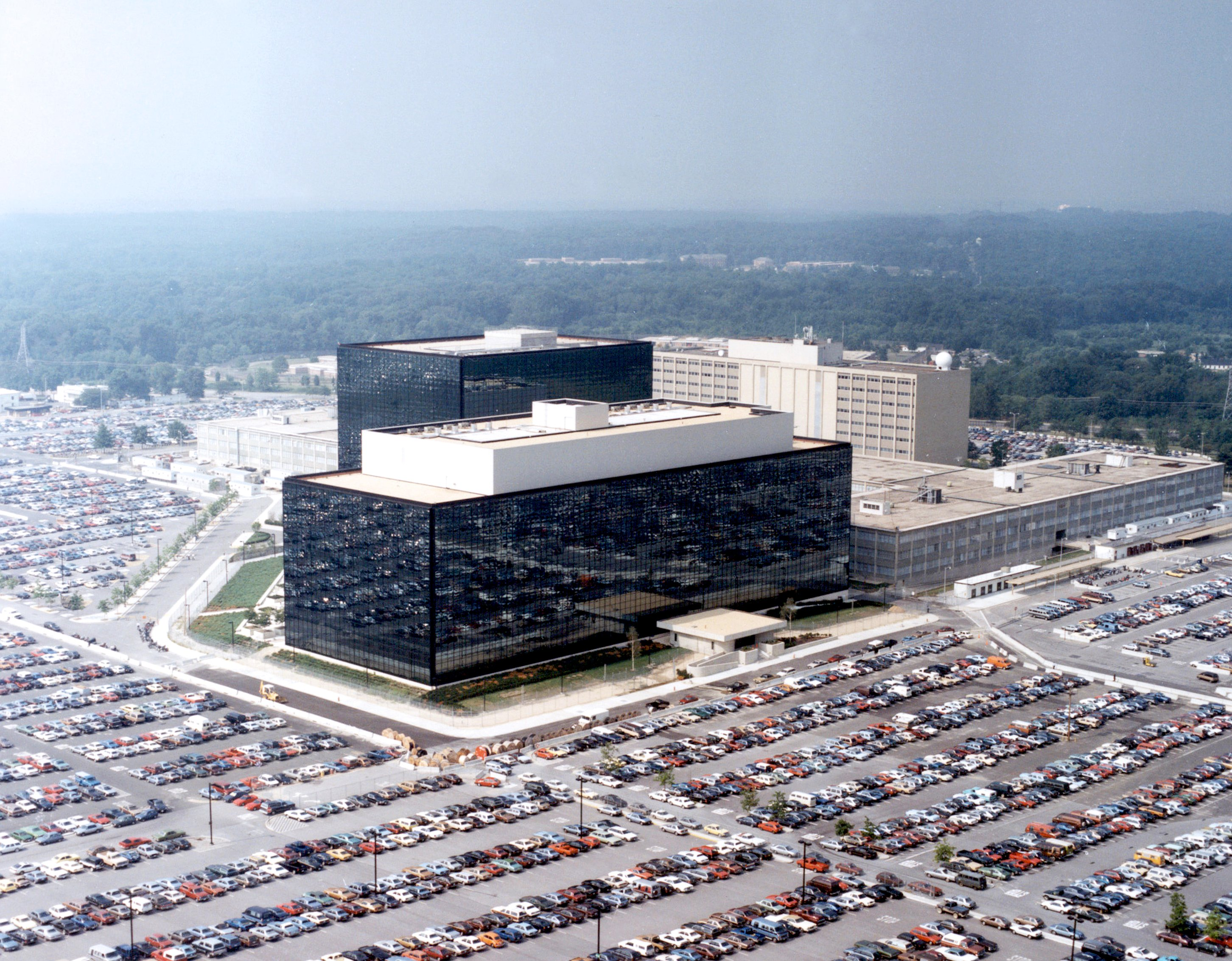
Il quartier generale dell'NSA

Fort George G. Meade è situato nelle vicinanze di Odenton nella Contea di Anne Arundel nel Maryland. 

## Storia
Il forte è stato creato nel 1917 e prende il nome dal generale George G. Meade, un generale dell'unione durante la Guerra civile americana. Copre un'area di 5.067 acri (circa 20,5 km²).
Fort Meade oltre ad essere una base dell'esercito degli Stati Uniti è sede della National Security Agency.